# Víctor Alonso García
Víctor Alonso García, más conocido como Víctor Alonso (Gijón, 9 de marzo de 1990) es un jugador de balonmano español que juega de lateral derecho en el KH Besa Famgas. Es internacional con la Selección de balonmano de España.

## Carrera
Víctor Alonso comenzó jugando en el Portland San Antonio en el que llegó a debutar en la Liga de Campeones de la EHF con solo 17 años. Tras jugar en el club navarro fichó por el BM Oviedo. Después dio el salto al BM Valladolid en el que jugó tres temporadas a un buen nivel. Después fichó por el Atlético de Madrid, en el que no pudo jugar debido a la desaparición del club. En 2013 fichó por el Ademar León, donde realizó una grandísima temporada. Esto llamó la atención del club rumano del Știința Dedeman Bacău, que le atrajo con un proyecto deportivo muy interesante. Sin embargo, tras una grave lesión, quedó apartado del club y dejado a su suerte, y además, sin poder rescindir el contrato con el club rumano. En 2015 fichó por el US Créteil HB francés con el que disputó la Copa EHF en 2016.

## Clubes
- Portland San Antonio (2008-2009)
- Balonmano Base Oviedo (2009-2010)
- BM Valladolid (2010-2013)
- → BM Nava (2010-2011)
- Ademar León (2013-2014)
- Știința Dedeman Bacău (2014-2015)
- US Créteil HB (2015-2018)
- Angel Ximénez (2018-2020)
- KH Besa Famgas (2020-2022)
- Pallamano Romagna (2023)
- Balonmano Base Oviedo (2023-Act.)